# Gorodichtché de Bolgar

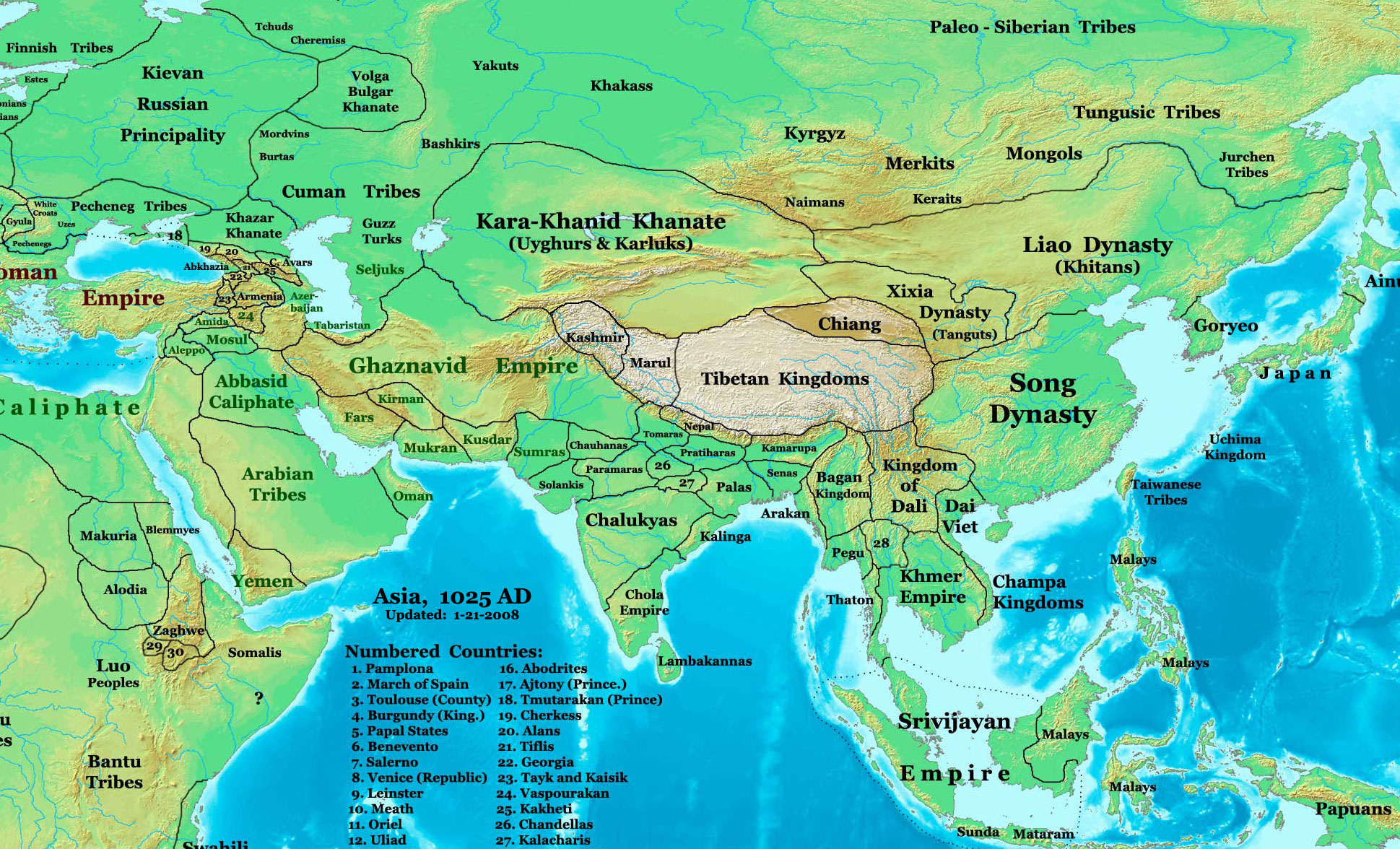
État des Bulgares de la Volga et des états voisins en 1025

Le Gorodichtché de Bolgar (tatar : Bolğar şähärçege, Болгар шәһәрчеге, tchouvache : Пăлхар хулашĕсем) est un ancien village fortifié, situé près de la ville de Bolgar au Tatarstan. Au Moyen Âge, Bolgar est devenue une des plus grandes villes du khanat bulgare de la Volga, dépendant de la Horde d'or. 
Bolgar a été fondée par les Proto-Bulgares au Xe siècle et, en 1361, elle a été détruite par la Horde d'or, commandée par le prince Boulat-Timour. Elle a été ensuite restaurée, mais, en 1431, elle est détruite à nouveau par le voïvode Fiodor Piostry, pour être ensuite abandonnée par ses habitants et n'être plus restaurée avant notre époque.
À la 38e session du Comité du patrimoine mondial du 23 juin 2014, il a été décidé d'inclure le complexe historique et archéologique de Bolgar dans le Patrimoine mondial.

## Histoire

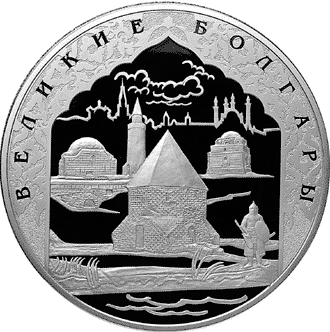
Pièce commémorative dédiée à la ville

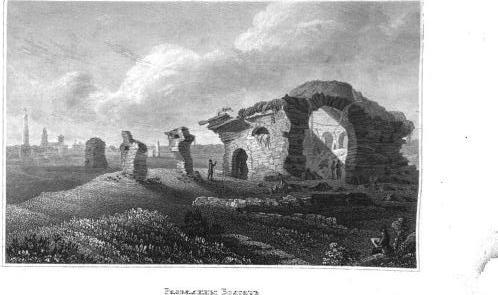
Le Gorodichtché avant restauration sur une lithographie du XIXe siècle

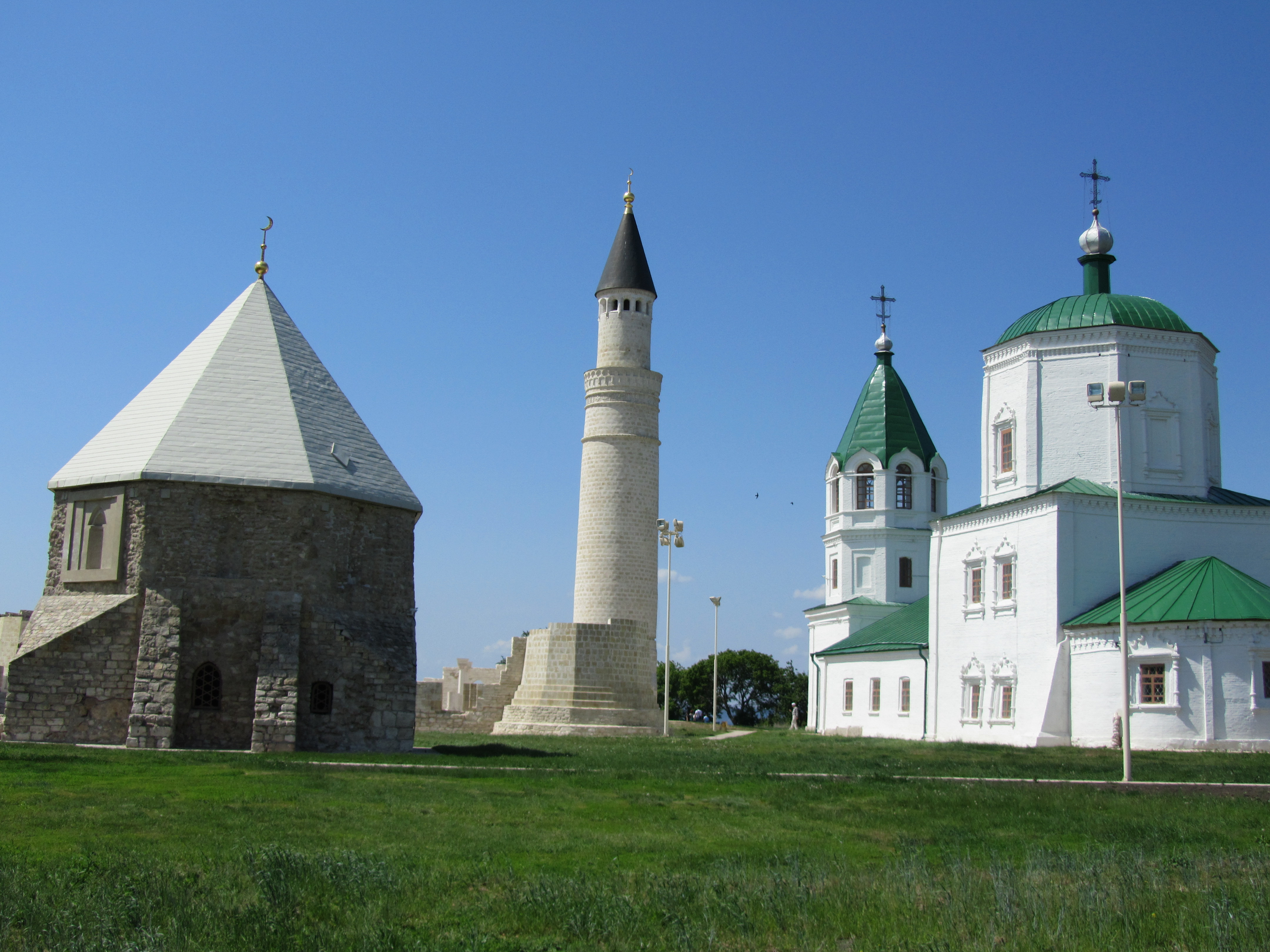
Églises du Gorodichtché

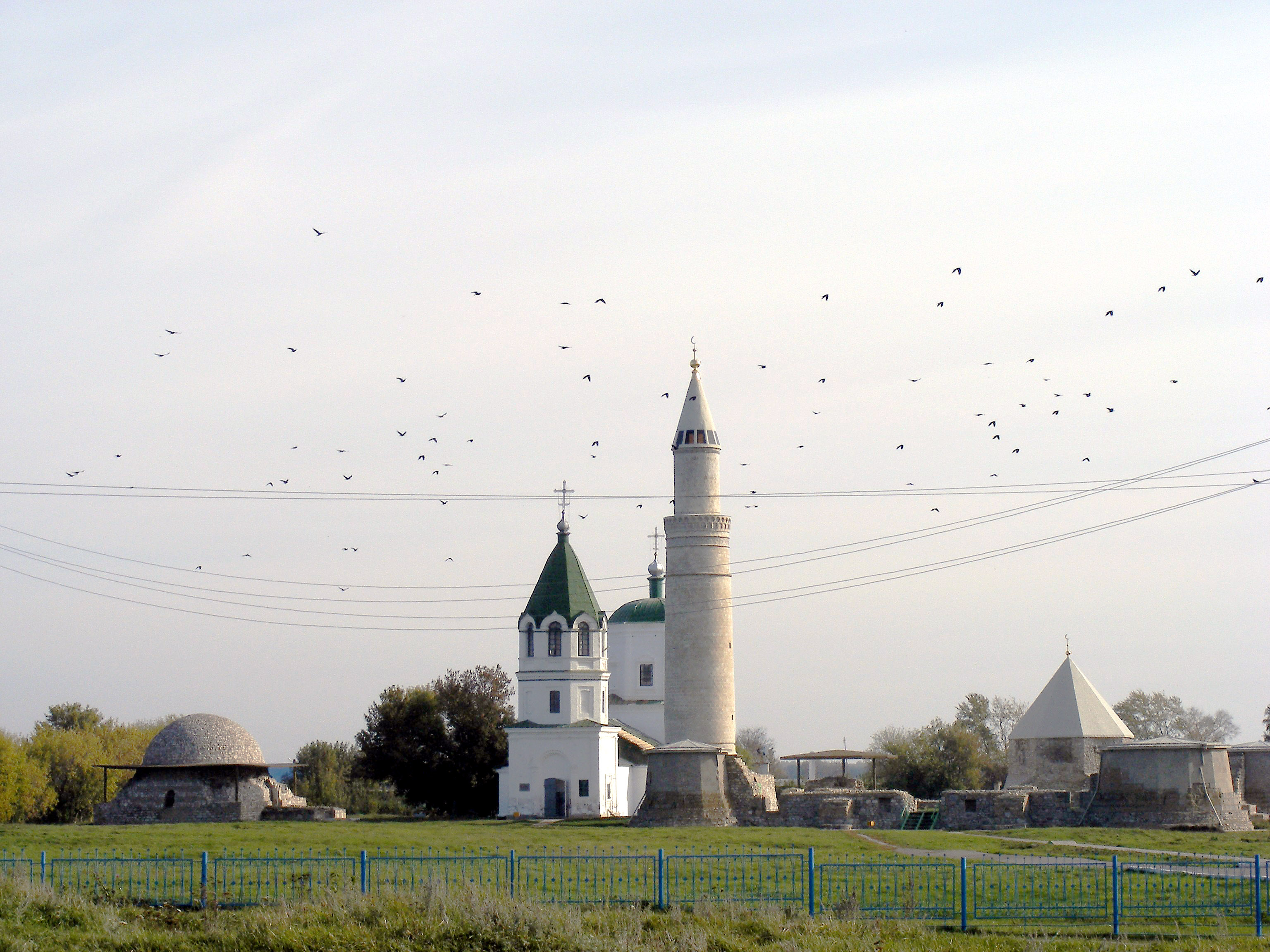
Vue générale du Gorodichtché

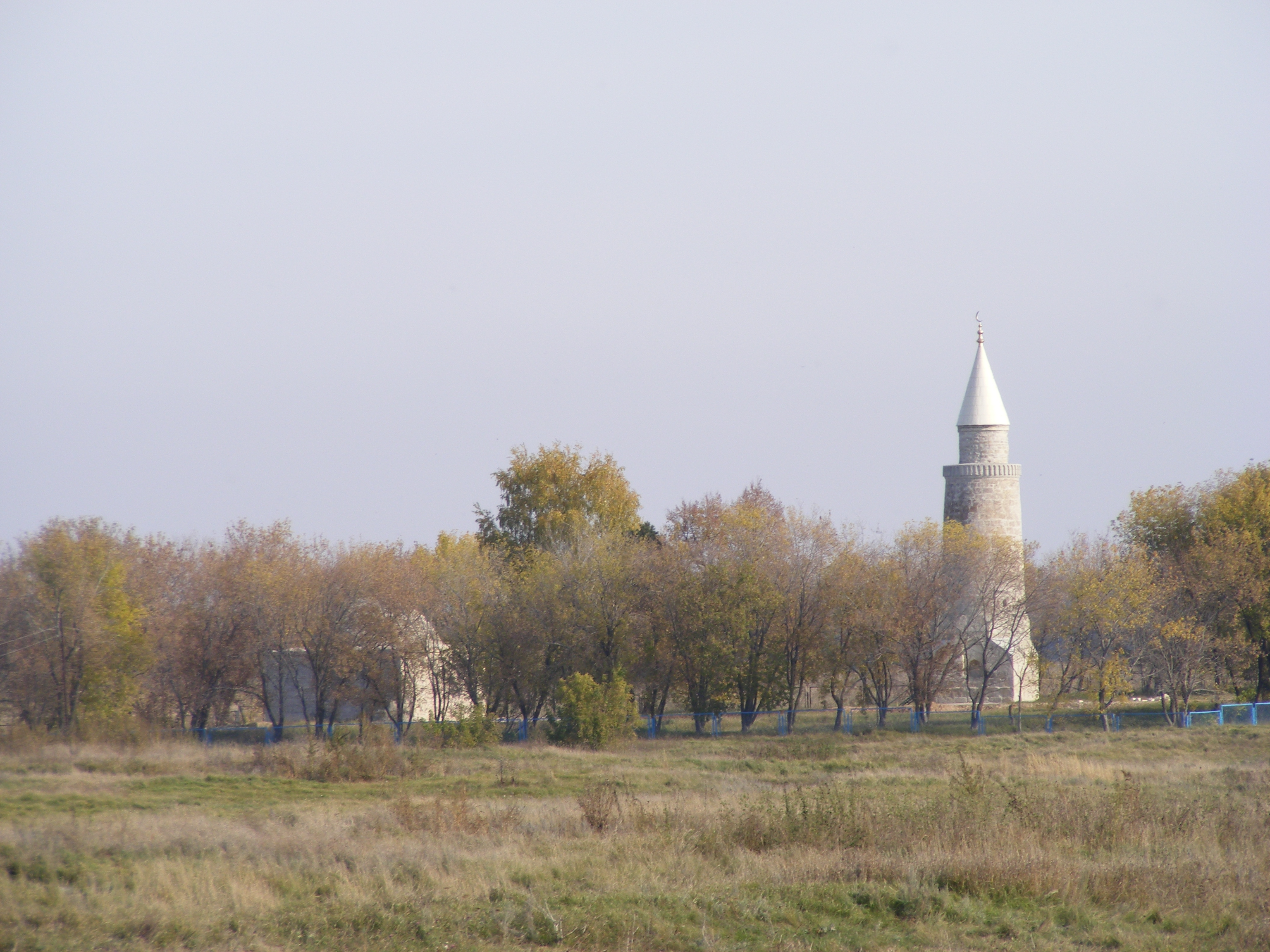
Environs du Gorodichtché

Sur le territoire du Gorodichtché ont été découvertes des traces de peuplements de l'époque néolithique, de celle du bronze et du début de l'âge du fer, qui occupaient des emplacements favorables sur une bande côtière de la Volga (couverte de prairies en terrasses). L'apparition et le développement de la colonie fortifiée du IVe siècle au VIIe siècle de notre ère s'est faite à l'emplacement du cap appelé monticule de Koptelova.
Le nom de la ville de Bolgar est associé à l'ethnonyme Bulgare. Les premières colonies bulgares ont été construites au tournant des IXe siècle et Xe siècle. 
Quant aux premières fortifications du Xe siècle, elles sont construites à la sortie du ravin de la Petite Jérusalem en raison de sa proximité avec la Volga, mais aussi sur le plateau central du Gorodichtché.
La raison de la création de la colonie bulgare fortifiée sur les rives de la Volga, au confluent avec la rivière Kama vient de l'emplacement idéal permettant la contrôle d'un vaste territoire. Une autre raison réside dans la création d' Aga-Bazar, un centre commercial important des Bulgares de la Volga. Selon l'académicien Valentin Ianine, « Dans tout le courant commercial oriental de la fin du VIIIe siècle jusqu'au début du XIe siècle les seules portes par lesquelles transitait le commerce de la Russie avec l'Est c'étaient en réalité celles de Bolgar ».
En 920, le géographe arabe Abu Zayd al-Balkhi mentionne pour la première fois les Bulgares de la Volga. Le publiciste Kouri Vanter[Qui ?] écrit[Quand ?] que près de la ville se trouvaient les lacs Johan-Vassan et Cherpet. Dans les sources arabes anciennes, le lac des cygnes (Akkoch Koul) est également mentionné. Les territoires environnants s'appelaient le pays des trois lacs.
En 922, sur invitation du souverain Almis, le calife abbasside Al-Muqtadir, qui avait pour secrétaire le lettré arabe Akhmad Ibn Fadlân, visite le khanat bulgare de la Volga. Il remarque que des bulgares ont adopté la religion de l'islam. 
À cette époque, les artisans bulgares, bijoutiers, maçons, tanneurs et forgerons étaient connus dans de lointaines contrées et jouissaient d'une grande renommée. Les marchands bulgares effectuaient de nombreuses transactions commerciales avec des régions d'Europe et d'Asie. Inversement des marchands de Chine, de Bagdad, de Damas, d'Espagne, de Scandinavie venaient chaque année au marche de Bolgar. De nombreux marchands étrangers possédaient une concession dans la ville.
Sur la carte du géographe arabe Al Idrissi de 1154, la ville de Bolgar et le khanat bulgare de la Volga sont présentés de manière détaillée.
Avant la conquête mongole en 1236, la ville était l'un des centres du commerce extérieur du khanat bulgare de la Volga. Les écrivains arabes du Xe siècle ont écrit : « En apparence Bolgar est une petite ville qui occupe peu d'espace et n'est connue que pour être un centre de commerce important de cet état » (Abou Zaïd al-Balkhi).
« Bolgar est une petite ville, qui ne possède pas beaucoup de biens, mais connue parce que c'était le port d'un État » (Ibn Hawqal).
Fayaz Khouzin, docteur en histoire, professeur, membre correspondant de l'Académie des sciences du Tatarstan écrit que la superficie totale du Gorodichtché de Bolgar au Xe siècle XIe siècle s'élève à 12 ha en tenant compte des terres consacrées à l'habitat. Sur le plan économique la ville était toutefois inférieure à Bilär ou à Souvar. Le développement de Bolgar correspond à la période d'occupation par la Horde d'Or, quand la ville multiplia son territoire par dix, que sa population augmenta et que des constructions nombreuses apparurent.

## Monuments architecturaux

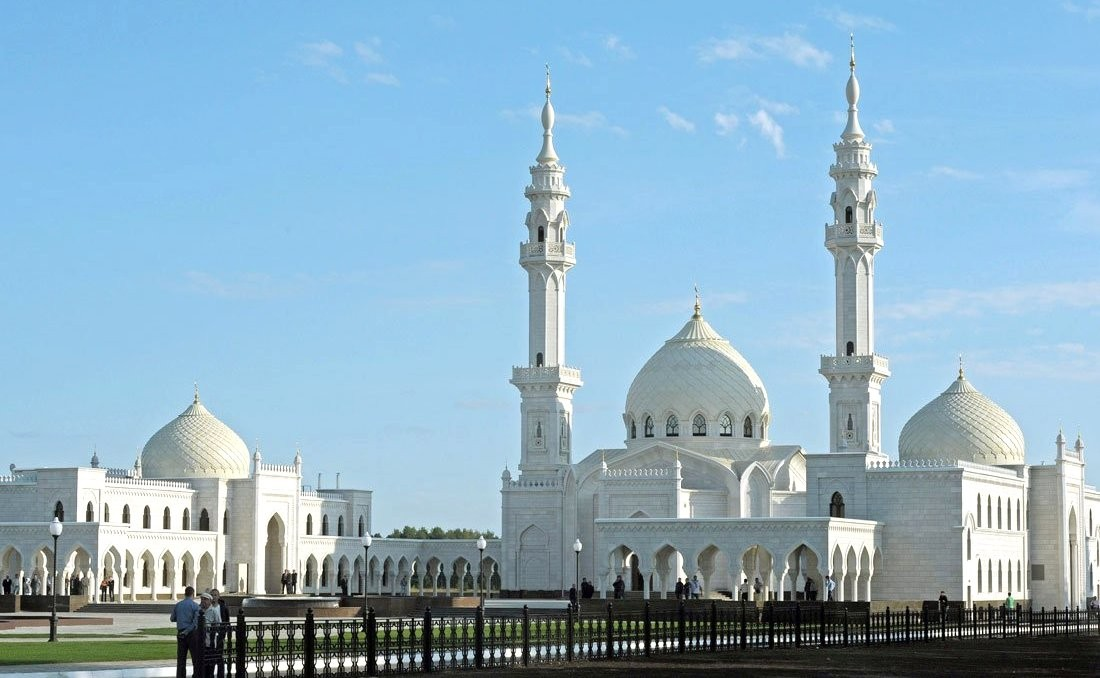
Nouvellement construite, la Mosquée blanche

Sous le khan mongol Berké, de la Horde d'Or, les Bulgares de la Volga adhérent à l'islam. Bolgar devient le centre des terres du khanat bulgare de la Volga. C'est au cours de cette période que les bâtiments en pierre partiellement préservés aujourd'hui ont été construits.

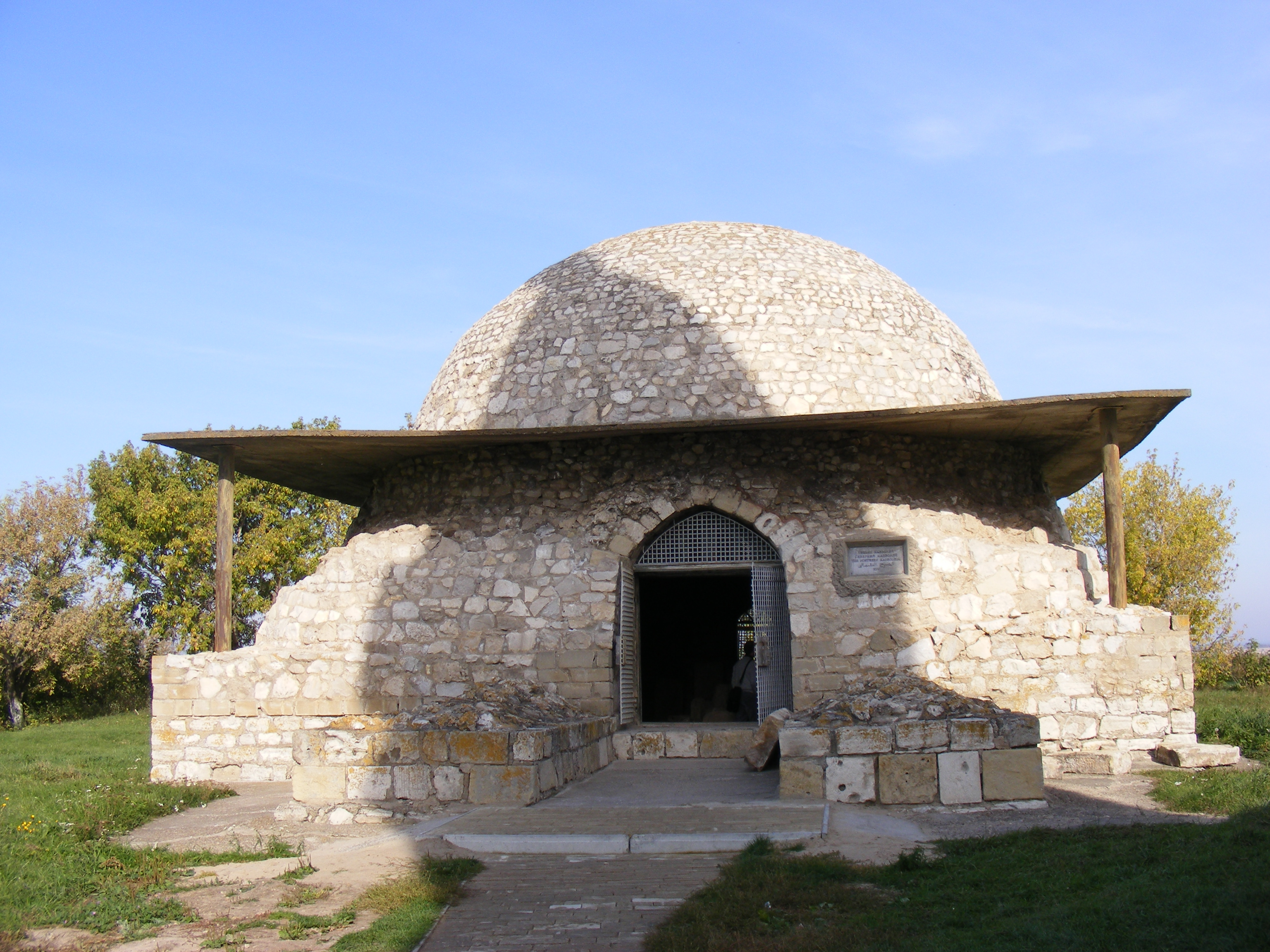
Mausolée du Nord
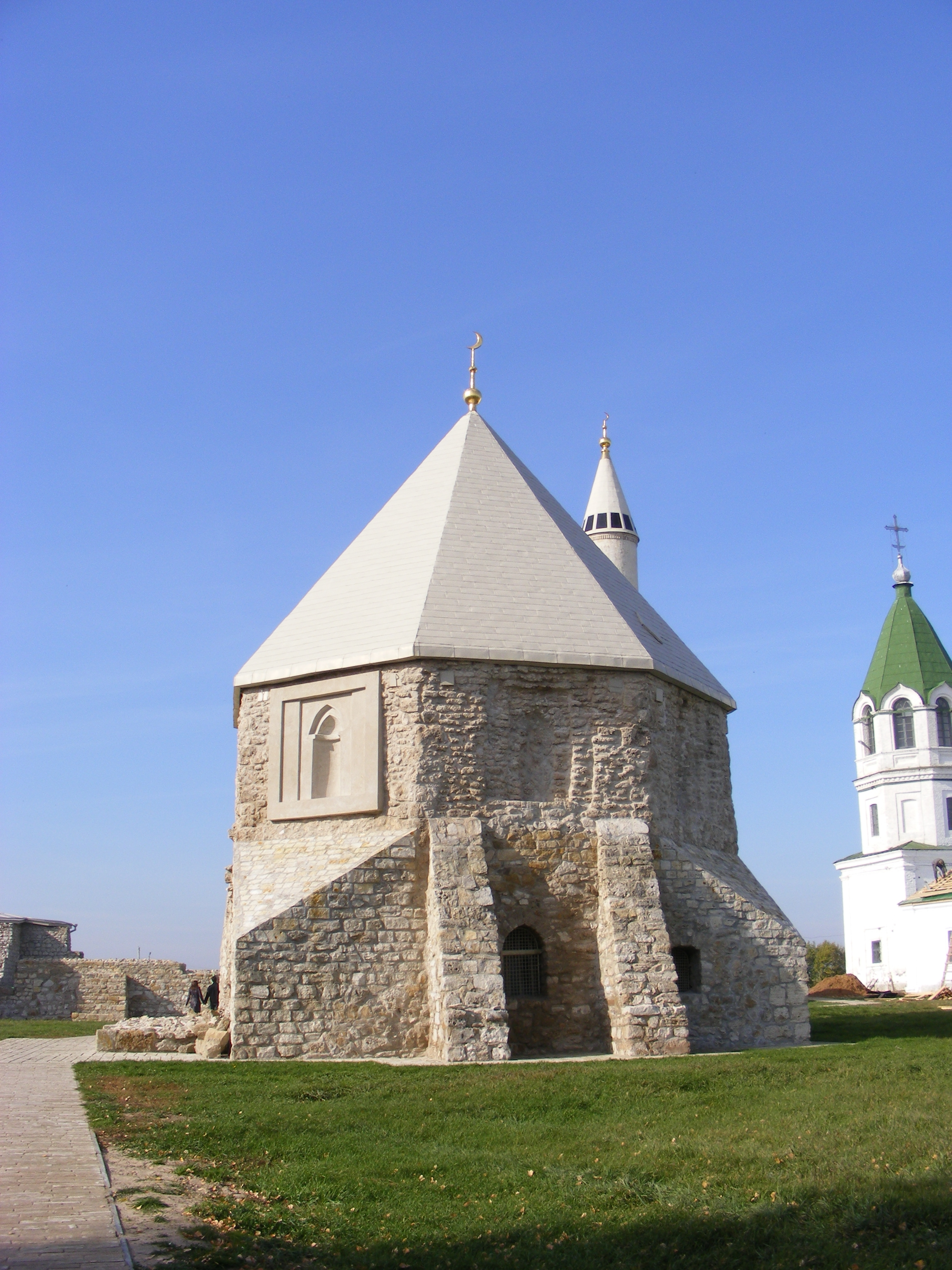
Mausolée à l'Est
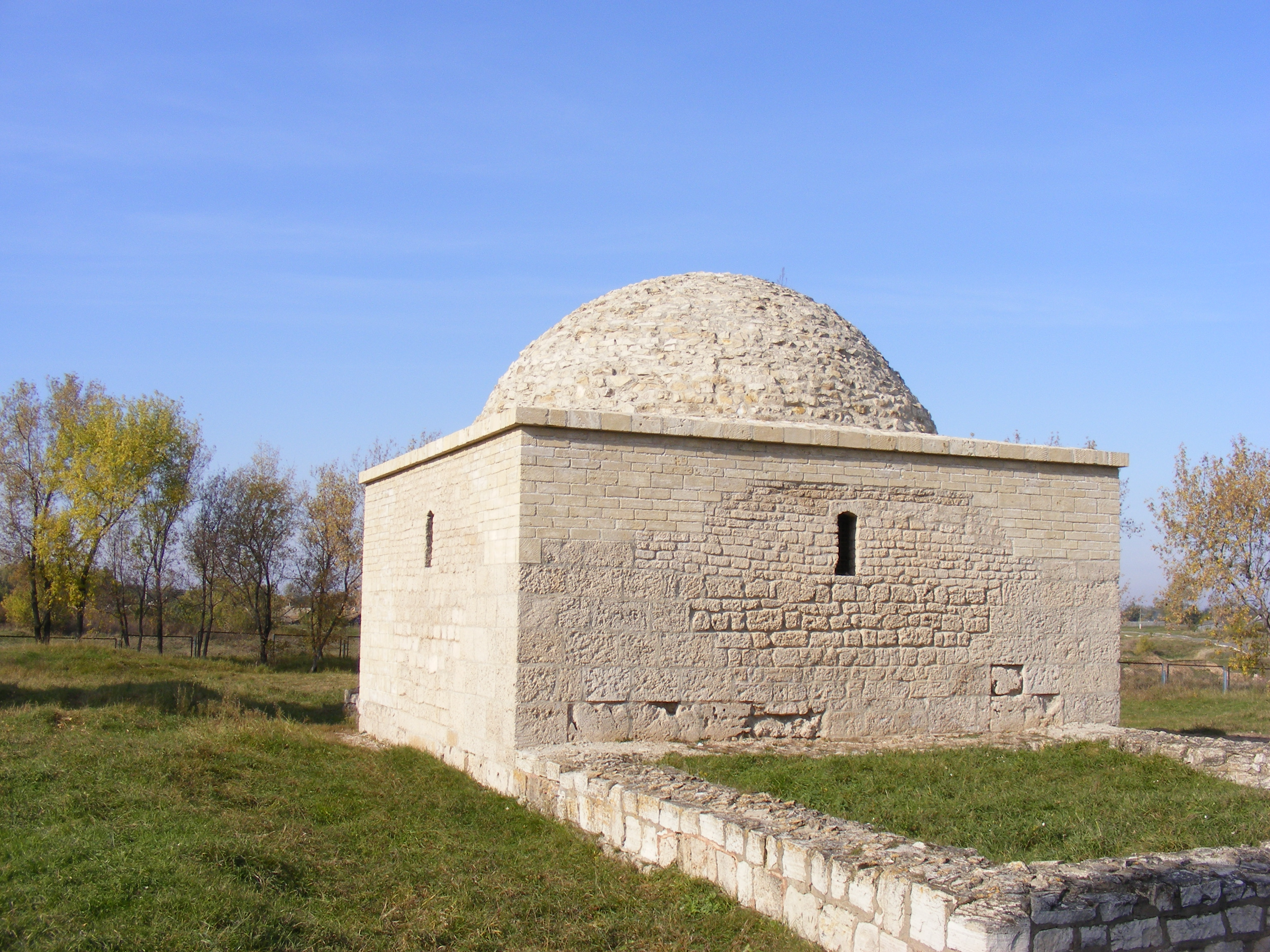
Tombeau du khan
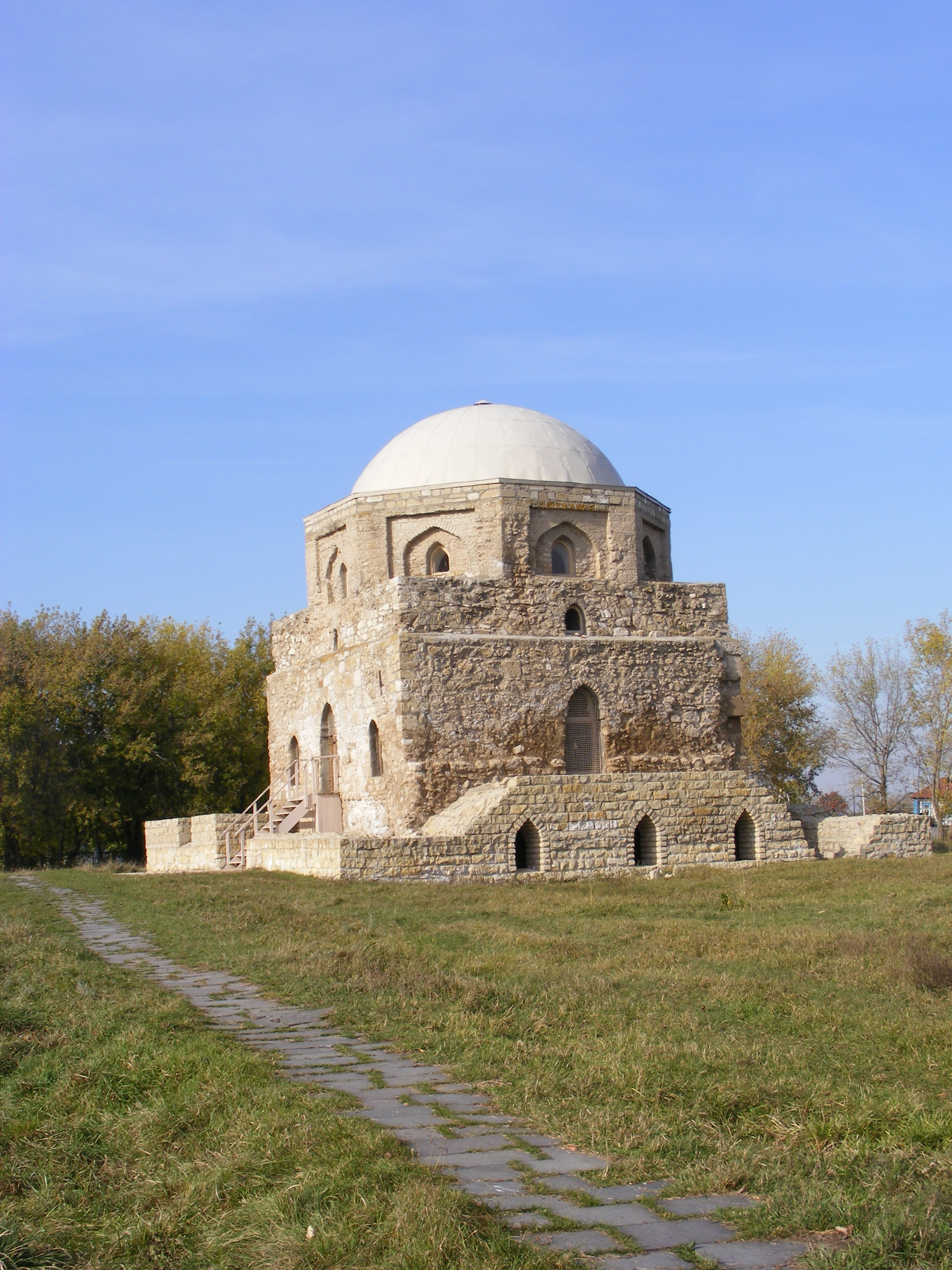
Palais noir
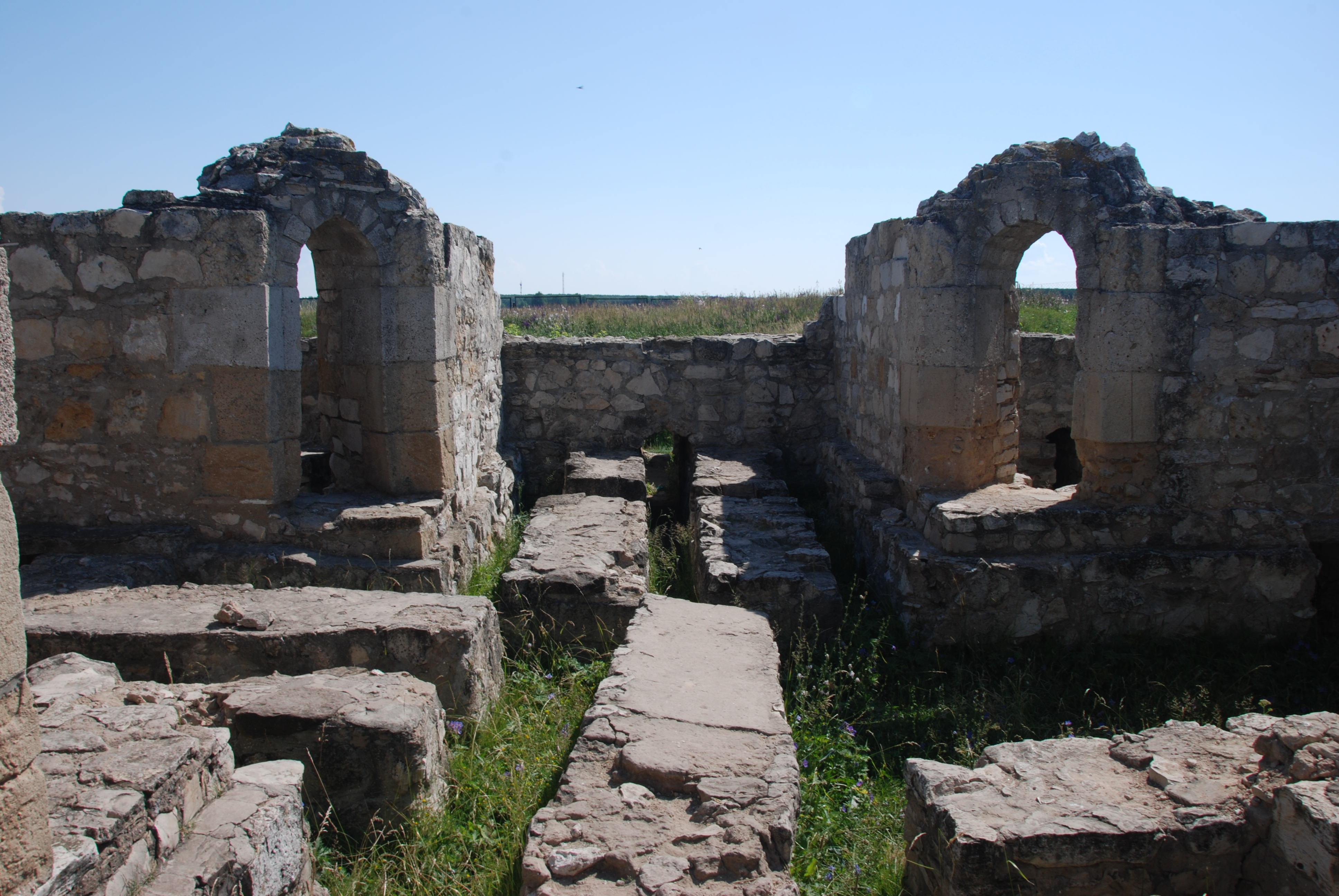
Palais blanc
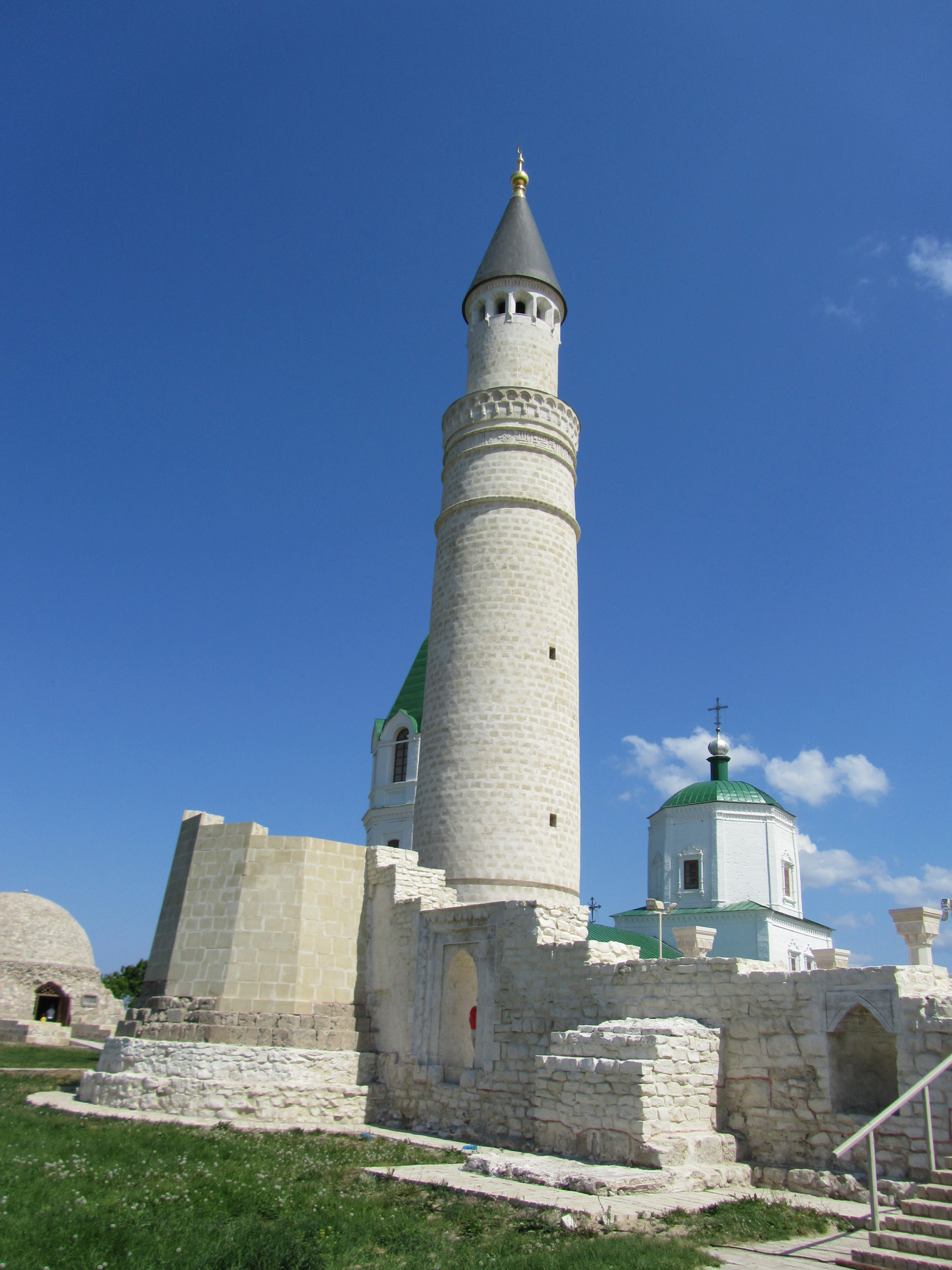
Grand minaret
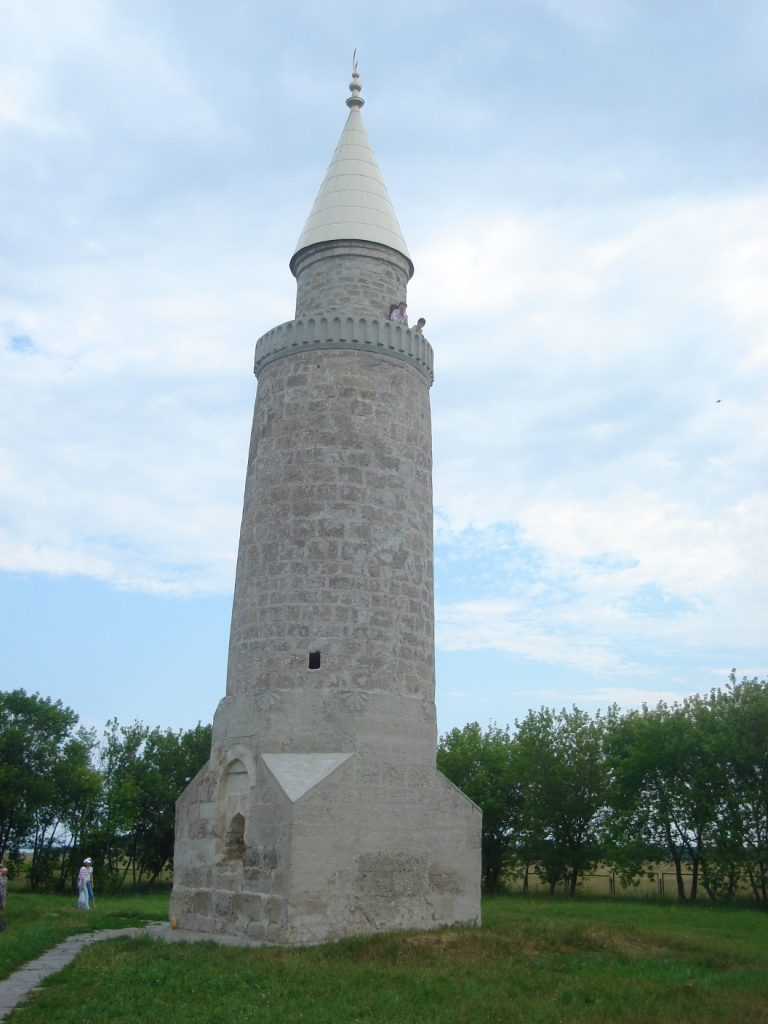
Petit minaret

## Tourisme
Le Gorodichtché de Bolgar est devenu un centre de tourisme. Un musée-réserve d'histoire et d'architecture de Bolgar a été ouvert qui devrait disposer d'un statut fédéral.
À partir de 2010, à l'initiative et sous l'impulsion du président du Tatarstan, Mintimer Chaïmiev, a été mis en œuvre à grande échelle un Fond de la République pour la rénovation des monuments historiques et culturels de la République du Tatarstan. Sur le territoire du gorodichtché de Bolgar a été édifiée la Mosquée blanche (semblable par son style à la Mosquée Qolsharif à Kazan, mais de dimension plus petite), et aussi une gare fluviale, un hôtel et un centre d'information, différents musées-réserves (musée du pain, musée de la  forge, musée de l'artisanat, etc).
Le complexe historique et archéologique bulgare de la Volga a été inscrit au Patrimoine mondial le 23 juin 2014 .